# ウニタス (小惑星)
ウニタス (306 Unitas) は、小惑星帯の典型的な小惑星で、S型小惑星に分類される。
1891年3月1日にエリア・ミロセヴィッチがローマで発見した。これは彼にとって2個目に発見した小惑星である。名前はイタリア人天文学者アンジェロ・セッキの著書、あるいは「統一」を意味するラテン語に由来する。
ウニタスはベスタ族と似た軌道を持つが、スペクトル型からベスタ族には分類されない。
2004年7月に日本で掩蔽が観測された。